# 仙台弁護士会
仙台弁護士会（せんだいべんごしかい）は、宮城県の弁護士会である。略称は「仙弁」（せんべん）。
県都名を冠する弁護士会は仙台弁護士会と金沢弁護士会（石川県）のみである。

## 業務内容
- 法律相談の運営
- 裁判員制度の普及活動
- 日本弁護士連合会との連携事業

## 所在地
- 〒980-0811 仙台市青葉区一番町2-9-18